# Lucio Tario Rufo
Lucio Tario Rufo (in latino: Lucius Tarius Rufus; Piceno o Liburnia, 63 a.C. circa – 13 d.C. o 24 d.C.) è stato un politico e militare romano, console dell'impero romano.

## Biografia

### Al servizio di Ottaviano
Originario dell'agro Piceno oppure della regione dalmatica della Liburnia, Lucio Tario Rufo aveva origini umilissime, ma la sua militaris industria gli fece ottenere il riconoscimento e l'amicizia di Ottaviano Augusto. Già sostenitore di quest'ultimo al tempo del triumvirato e forse introdotto in senato proprio in quel tempo dal suo patrono, Tario compare come praefectus classis della flotta di Ottaviano ad Azio a capo di una piccola flottiglia che, poco prima della battaglia di Azio (forse nell'agosto 31 a.C.), fu attaccata di sorpresa nella zona del golfo aziaco e messa in fuga dalle navi di Gaio Sosio, per poi essere salvata dall'arrivo del grosso della flotta ottavianea guidata da Agrippa.
Probabilmente Tario fu poi utilizzato da Ottaviano in altre campagne a noi ignote, anche se sembra non essere lui il proconsole di Cipro attestato da un'epigrafe mutila da Pafo.

### Carriera sotto Augusto
Tario ricompare nelle fonti nel 17 a.C. in Macedonia con il titolo di pro praetore, misterioso in un'epoca in cui i governatori provinciali avevano il titolo di proconsole o di legatus Augusti pro praetore, ma che probabilmente sta a significare un comando provinciale proconsolare di rango pretorio. In questa veste, Tario, fino alla prima metà del 16 a.C., governò la provincia e gli eserciti di Macedonia come anche gli eserciti di Tracia, che guidò in una importante vittoria contro i Sarmati del Basso Danubio, oltre il quale i barbari furono ricacciati. Per questo è possibile che abbia ricevuto da Augusto gli ornamenta triumphalia.
Grazie alla sua prodezza militare e all'amicizia di Augusto, Tario fu eletto console suffetto per la seconda metà del 16 a.C.: egli, homo novus, si trovò così alla massima carica dello stato al fianco del nobile Lucio Domizio Enobarbo, parente di Augusto, in sostituzione dell'altrettanto nobile Publio Cornelio Scipione.
Sposato con una moglie a noi ignota, Tario, grazie ai bottini ottenuti in guerra e alla generosità di Augusto, riuscì ad accumulare un'immensa fortuna, tra cui immense proprietà nell'agro Piceno adibite sicuramente alla produzione vinicola, anche se, a causa di speculazioni fondiarie, dovette, nonostante la sua antiqua parsimonia, perderne gran parte con il passare del tempo. Iscrizioni ritrovate in una tomba servile sulla Via Salaria attestano anche un gran numero di schiavi di Tario, che si unirono in un collegium funerarium e costruirono per sé la suddetta tomba.
Tario ebbe verosimilmente un unico figlio, il quale, istigato da altri a raccogliere l'eredità paterna, tentò di assassinare il padre fallendo a causa della sua timidità. Tario allora convocò un consilium cui partecipò anche Augusto in persona, che richiese la messa per iscritto delle punizioni proposte dai presenti e affermò dietro giuramento di non voler ereditare i beni di Tario. La votazione, sicuramente influenzata dall'affermazione del princeps, si concluse con il verdetto di esilio per l'adulescentulus: Tario gli scelse come meta la gradevole città di Massalia in Gallia Narbonense e, nonostante tutto, continuò a sovvenzionare il figlio.

### Ultimi anni
Tario ricompare nelle fonti sotto Tiberio, all'interno della lista di curatores aquarum stilata da Frontino come successore di Ateio Capitone, morto nel 22 d.C. La presenza inaspettata e bizzarra di Tario, che sarebbe stato ormai ultraottantenne e preceduto da consolari più giovani, ha indotto Ronald Syme a ipotizzare una corruttela con lacune nel testo del de aquaeductu e, ripristinando l'ordine consolare, a collocare così Tario come secondo curator aquarum dopo la morte di Messalla Corvino nell'8 fino al 13 d.C., quando evidentemente il consolare morì e fu sostituito da Capitone: Syme spiegava la corruttela con la possibilità che dopo Capitone fosse diventato curator Vibio Rufo, dal cui cognomen si sarebbe poi generata la confusione nella tradizione del testo. L'ipotesi non è stata però accettata unanimemente dalla critica, in particolare perché gli interventi di Syme andrebbero a modificare pesantemente il testo tràdito mentre si trovano anche altri casi di senatori molto anziani preposti a cariche civili alla fine della loro vita.